# François-Bernard Cocquard
Pour les articles homonymes, voir Coquard.
François-Bernard Cocquard, né à Dijon (Côte-d'Or) le 4 janvier 1700 et mort le 21 août 1781 dans la même ville, est un poète et avocat bourguignon.

## Biographie
Le père de François-Bernard est Bernard Cocquard, avocat au Parlement de Dijon et échevin, et de Catherine Nicolas.
En 1716 il termine ses études au Collège des Jésuites de Dijon. Il étudie alors la langue italienne tout en menant parallèlement des études de droit. Il devient avocat au Parlement de Dijon.
Il se marie le 20 décembre 1728 avec Françoise-Bernarde Vaudremont. Ils ont deux enfants, Bernard et Catherine (religieuse). Son épouse meurt le 3 février 1737. Cocquard fut bâtonnier des avocats au Parlement.

## Œuvres
Charles-François-Thérèse Muteau, dans Galerie bourguignonne, donne une liste  des œuvres de Coquard en 51 rubriques.
- Lettres, ou Dissertations où l'on fait voir que la profession d'avocat est la plus belle de toutes les professions, et où l'on examine si les juges qui président aux audiences peuvent légalement interrompre les avocats lorsqu'ils plaident, 1733.
- Poésies diverses, 2 vol., 1754, reprend une partie des œuvres éparses. Un exemple de poème[4] :

Plainte amoureuse

Est-il tourment plus rigoureux 

Que de brûler pour une Belle 

Sans oser déclarer ses feux ? 

Hélas ! Tel est mon sort affreux, 

Quoique je sois tendre et fidèle ! 

L'espoir, qui des plus malheureux 

Adoucit la peine mortelle, 

Ne saurait me flatter comme eux. 

Et ma contrainte est si cruelle 

Que Celle à qui tendent mes vœux, 

Lira ce récit amoureux 

Sans savoir qu'il est fait pour elle.
L'accueil fait à son œuvre de son vivant est contrasté. Papillon, qui a connu Cocquard, donne une liste longue et précise des œuvres de Cocquard en les assortissant de commentaires élogieux, souvent en citant les appréciations de certains de ses contemporains, par exemple de M. La Roque : « S'il est permis aux savants de se délasser quelquefois de leurs travaux littéraires, sans sortir du cabinet, en traitant, à la place des études sérieuses qui les occupent ordinairement, des sujets plus simples et propres à las égayer... c'est dans cet esprit que M. Cocquard, occupé toute l'année à remplir dignement son ministère a composé la pièce suivante ».
Richard de Runey, qui a également connu Cocquard, porte une appréciation toute autre rapportée par Pierre Perrenet : « Cocquard avait de la candeur et de la probité, ses mœurs étaient douces et honnêtes, mais se ressentaient d'une éducation bourgeoise qui avait rétréci et rabaissé son esprit. Il eut quelque réputation au barreau, quoique ses plaidoyers fussent froids et verbeux, il aima et cultiva les lettres et surtout la poésie ; mais, n'étant pas né poète, sa verve ne fut animée que d'une fausse chaleur, il ne put passer que pour un versificateur exact, poli et délicat. Il travaillait difficilement et croyait pouvoir suppléer, par un travail opiniâtre, à la stérilité de son imagination ».
L'appréciation portée en 1867 dans le Grand Dictionnaire est plus nuancée : « Cocquard ne manquait pas d'un certain talent et versifiait avec une remarquable aisance ».

## Pour approfondir